# Belgique au Concours Eurovision de la chanson 1972
La Belgique a participé au Concours Eurovision de la chanson 1972 le 25 mars à Édimbourg (Écosse), au Royaume-Uni. C'est la 17e participation belge au Concours Eurovision de la chanson.
Le pays est représenté par le duo Serge et Christine Ghisoland et la chanson À la folie ou pas du tout, sélectionnés par la Radiodiffusion-télévision belge (RTB).

## Sélection

### Eurovision de la Chanson 1972
Le radiodiffuseur belge pour les émissions francophones, la Radiodiffusion-télévision belge (RTB, prédécesseur de la RTBF), sélectionne l'artiste en interne et organise une finale nationale intitulée Eurovision de la Chanson 1972 pour sélectionner la chanson représentant la Belgique au Concours Eurovision de la chanson 1972.
La finale nationale belge a lieu le 15 février 1972 aux studios de la RTB à Bruxelles. Les chansons y sont toutes interprétées en français, l'une des trois langues officielles de la Belgique.
Serge et Christine Ghisoland sont sélectionnés en interne comme interprètes. Lors de la finale nationale, c'est la chanson À la folie ou pas du tout qui fut choisie pour être interprétée par le duo, avec Henri Segers comme chef d'orchestre.

#### Finale
| Ordre | Artiste                      | Chanson                       | Points | Place |
| ----- | ---------------------------- | ----------------------------- | ------ | ----- |
| 1     | Serge et Christine Ghisoland | À la folie ou pas du tout     | –      | 1     |
| 2     | Serge et Christine Ghisoland | Derrière mes carreaux         | –      | 5     |
| 3     | Serge et Christine Ghisoland | Femme                         | –      | 2     |
| 4     | Serge et Christine Ghisoland | Je t'aimerai encore plus fort | –      | 7     |
| 5     | Serge et Christine Ghisoland | La Rose                       | –      | 8     |
| 6     | Serge et Christine Ghisoland | Marylin                       | –      | 9     |
| 7     | Serge et Christine Ghisoland | Quand on se réveille          | –      | 6     |
| 8     | Serge et Christine Ghisoland | Tant que mon cœur             | –      | 4     |
| 9     | Serge et Christine Ghisoland | Un enfant                     | –      | 10    |
| 10    | Serge et Christine Ghisoland | Vivre sans toi                | –      | 3     |

## À l'Eurovision
Chaque pays a un jury de deux personnes. Chaque juré attribue entre 1 et 5 points à chaque chanson.

### Points attribués par la Belgique
| 8 points | Finlande Luxembourg Yougoslavie                    |
| 7 points | Allemagne France Portugal Suède                    |
| 6 points | Italie                                             |
| 4 points | Autriche Irlande Monaco Norvège Suisse Royaume-Uni |
| 3 points | Espagne                                            |
| 2 points | Malte Pays-Bas                                     |

### Points attribués à la Belgique
| 10 points             | 9 points                      | 8 points                                         | 7 points                                                         | 6 points     |
| --------------------- | ----------------------------- | ------------------------------------------------ | ---------------------------------------------------------------- | ------------ |
|                       |                               |                                                  |                                                                  | - Luxembourg |
| 5 points              | 4 points                      | 3 points                                         | 2 points                                                         |              |
| - Malte - Royaume-Uni | - Finlande - Irlande - Monaco | - France - Italie - Pays-Bas - Portugal - Suisse | - Allemagne - Autriche - Espagne - Norvège - Suède - Yougoslavie |              |

Serge et Christine Ghisoland interprètent À la folie ou pas du tout en 16e position lors de la soirée du concours, suivant Monaco et précédant le Luxembourg.
Au terme du vote final, la Belgique termine 17e sur 18 pays, ayant reçu 55 points,.